# Pallacanestro Varese 1986-1987
Nel Campionato 1986-87 la Pallacanestro Varese affianca il proprio nome all'azienda calzaturiera "DiVarese". L'allenatore della precedente edizione, Riccardo Sales, viene sostituito dal suo vice ed ex giocatore Joe Isaac. Dalla Robur et Fides Varese rientra nell'organico il playmaker Massimo Ferraiuolo, viene sostituito il secondo straniero, lo statunitense Larry Micheaux, con il connazionale Charles Pittman.
In campionato viene introdotto il Play-out e nel regolamento si stabilisce il concetto di "fallo intenzionale". Al termine della stagione regolamentare la DiVarese è in testa alla classifica, concludendo poi al terzo posto dopo i Play-off, alle spalle della Tracer Milano e della Mobilgirgi Caserta.
In Coppa Italia la Pallacanestro Varese viene sconfitta agli ottavi dalla Arexons Cantù.
In Coppa Korać la squadra varesina viene sconfitta nei quarti di finale, in un girone all'italiana comprendente la Jugoplastika Spalato e il Barcellona.

## Rosa 1986/87
- Andreas Brignoli
- Massimo Ferraiuolo
- Dino Boselli
- Riccardo Caneva
- Gianluca Castaldini
- Giorgio Cattini
- Charles Pittman
- Corny Thompson
- Francesco Vescovi
- Paolo Nicora
- Stefano Rusconi
- Romeo Sacchetti
- Allenatore:
  -  Joe Isaac

## Statistiche
| COMPETIZIONE        | GIOCATE | VINTE | PERSE | F    | S    | PIAZZAMENTO |  |
| CAMPIONATO completo | 34      | 24    | 10    | 3013 | 2816 | 3           |  |
| TORNEI E AMICHEVOLI | 18      | 13    | 5     | 1773 | 1652 | -           |  |
| COPPA KORAC         | 8       | 4     | 4     | 722  | 674  | Quarti      |  |
| COPPA ITALIA        | 2       | 1     | 1     | 197  | 200  | Ottavi      |  |

## Fonti
- "Pallacanestro Varese 50 anni con voi" di Augusto Ossola
- Lega Basket, su 195.56.77.208. URL consultato il 9 aprile 2011 (archiviato dall'url originale il 19 settembre 2012).
- {{Divarese campionato 1986/87 |(foto di Carlo Meazza testi di E. e R. Marabini, Dedo Rossi, Ercole Marelli | Editrice L'inserto Due Punti }}